# Аношазад
Аношазад е персийски военачалник.
Той е син на сасанидския владетел Хосров I Ануширван. Заради конфликт с баща си е изгонен от двора и изпратен в Гондишапур. През 550 година научава за тежко заболяване на владетеля и оглавява бунт, претендирайки за трона. Скоро става ясно, че здравето на Хосров се подобрява, а Аношзад е разгромен и убит или заловен.